# Rosa hissarica
Rosa hissarica är en rosväxtart som beskrevs av Slob.. Rosa hissarica ingår i släktet rosor, och familjen rosväxter. Inga underarter finns listade i Catalogue of Life.